# الغوله العليا (مبين)

تعديل مصدري - تعديل

الغوله العليا هي إحدى قرى عزلة مبين بمديرية مبين التابعة لمحافظة حجة، بلغ تعداد سكانها 296 نسمة حسب تعداد اليمن لعام 2004.